# BY Водолея
BY Водолея (лат. BY Aquarii) — одиночная переменная звезда в созвездии Водолея на расстоянии (вычисленном из значения параллакса) приблизительно 15198 световых лет (около 4660 парсеков) от Солнца. Видимая звёздная величина звезды — от +14m до +12,9m.

## Характеристики
BY Водолея — жёлто-белая пульсирующая переменная звезда типа RR Лиры (RRAB) спектрального класса F. Эффективная температура — около 6174 К.